# Dozya japonica
Dozya japonica är en bladmossart som beskrevs av Sande Lacoste in Miquel 1866. Dozya japonica ingår i släktet Dozya och familjen Leucodontaceae. Inga underarter finns listade i Catalogue of Life.